# الکساندراو (نوا کرنجا)
الکساندراو (نوا کرنجا) (به لاتین: Aleksandrovo (Nova Crnja)) یک منطقهٔ مسکونی در صربستان است که در استان خودمختار وویوودینا واقع شده‌است.

## خصوصیات
الکساندراو ۲٬۶۶۵ نفر جمعیت دارد و ۶۵ متر بالاتر از سطح دریا واقع شده‌است.